# Saint-Saire
Saint-Saire é uma comuna francesa na região administrativa da Normandia, no departamento de Sena Marítimo. Estende-se por uma área de 13,48 km². Em 2010 a comuna tinha 604 habitantes (densidade: 44,8 hab./km²).